# Lijst van oorlogsmonumenten in Noord-Holland

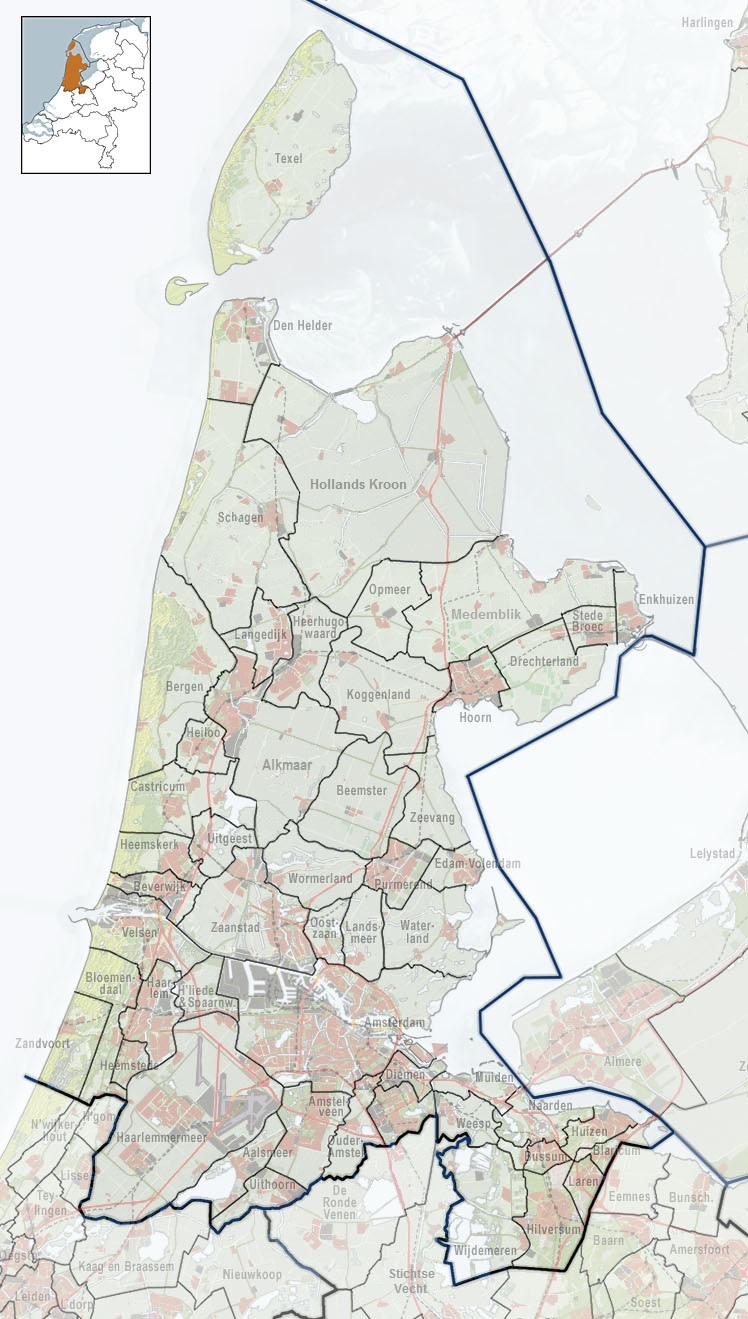
Noord-Holland

In de volgende gemeenten in Noord-Holland bevinden zich oorlogsmonumenten:
- Aalsmeer
- Alkmaar
- Amstelveen
- Amsterdam
- Bergen
- Beverwijk
- Blaricum
- Bloemendaal
- Castricum
- Den Helder
- Diemen
- Dijk en Waard
- Drechterland
- Edam-Volendam
- Enkhuizen
- Gooise Meren
- Haarlem
- Haarlemmermeer
- Heemskerk
- Heemstede
- Heiloo
- Hilversum
- Hollands Kroon
- Hoorn
- Huizen
- Koggenland
- Landsmeer
- Laren
- Medemblik
- Oostzaan
- Opmeer
- Ouder-Amstel
- Purmerend
- Schagen
- Stede Broec
- Texel
- Uitgeest
- Velsen
- Waterland
- Weesp
- Wijdemeren
- Wormerland
- Zaanstad
- Zandvoort